# Repotunturi
Repotunturi är en kulle i Finland.   Den ligger i den ekonomiska regionen  Östra Lapplands ekonomiska region  och landskapet Lappland, i den norra delen av landet, 700 km norr om huvudstaden Helsingfors. Toppen på Repotunturi är 352 meter över havet.
Terrängen runt Repotunturi är huvudsakligen platt.  Trakten runt Repotunturi är nära nog obefolkad, med mindre än två invånare per kvadratkilometer.